# Acetat
Un acetat és una sal o èster de l'àcid acètic.

## Anió acetat
L'anió acetat, [C₂H₃O₂]-, és un carboxilat i és la base conjugada de l'àcid acètic. L'ió acetat està format per la desprotonació de l'àcid acètic:
CH₃COOH ⇌ CH₃COO− + H+

## Èsters de l'acetat
Un èster d'acetat és un èster de l'àcid acètic, amb la fórmula general C₂H₃O₂-R, on R és un grup organil.
Acetat pot referir-se a acetat de cel·lulosa, principalment a fibres o altres productes derivats com ara el disc d'acetat, usat en enregistraments d'àudio. L'acetat de cel·lulosa es troba en diversos productes casolans.
Els precursors dels derivats de l'acetat són l'Acetil-CoA, que és la forma activa de l'acetat, i molècules relacionades com la malonil-CoA i la propionil-CoA. La ruta de l'acetat és font de molts metabòlits secundaris.

## Acetat fèrric
L'acetat fèrric, la fórmula és Fe(C₂H₃O₂)₃, és utilitzat en vernissos i com saboritzant als xiclets de menta.

## Acetat de plom

### Acetat de plom(II)
L'acetat de plom (II) és un compost cristal·lí derivat de l'àcid acètic i l'Òxid de plom (II), és un compost mitjà endolcit molt perillós. La seva fórmula és la següent: Pb (C₂H₃O₂)2 . S'utilitza en vernissos i en tints.

### Acetat de plom(IV)
L'acetat de plom (IV)  és un compost químic amb la fórmula química Pb (C  2  H  3  O  2 )  4  i és una sal de l'àcid acètic.

## Acetat de calci
L'acetat de calci és la sal de calci de l'àcid acètic. Té la fórmula Ca (CH  3  COO)  2  · H  2  O. El seu nom estàndard és etanoat de calci.

## Acetat d'etil
L'acetat d'etil o etanoat d'etil és un èster. El seu aspecte és incolor i similar al de l'aigua. Té una olor penetrant i en molts casos desagradable. La seva fórmula és la següent CH3 -COO-CH2 -CH₃.

## Acetat de polivinil o PVA
L'acetat de polivinil o  PVA  més conegut com a "cola blanca o adhesiu vinílic" és un polímer, obtingut mitjançant la polimerització de l'acetat de vinil, descobert pel químic Fritz Klatte el 1912.

## Acetat de vinil
L'acetat de vinil, també conegut com a VAM, és un líquid transparent i incolor. Té una aroma de fruites dolces i agradable, però la seva olor pot ser forta i irritant per a certes persones. És possible olorar fàcilment l'acetat de vinil quan la substància es troba a concentracions en l'aire del voltant de 0,5 ppm (una part d'acetat de vinil en 2 milions de parts d'aire).

## Acetat de ciproterona
L'acetat de ciproterona és un derivat de la Progesterona al qual se li coneixen propietats antiandrògens.